# آزمون بصری تورینگ

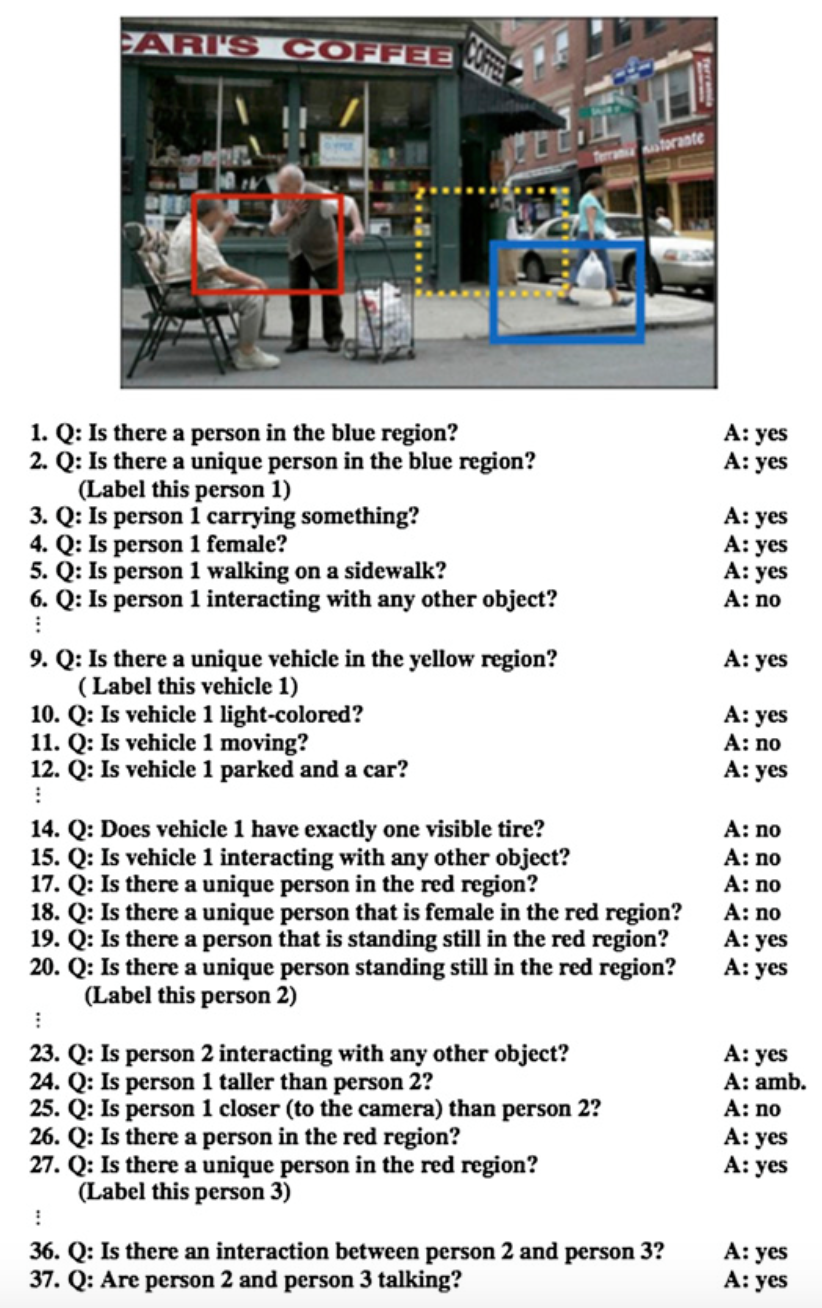
نمونه ای از سوالات تولید شده توسط مولد پرس و جو برای تست تورینگ بصری

تحقیقات بینایی رایانه ای توسط روش های ارزیابی استاندارد هدایت می شود. سیستم‌های فعلی با استفاده از دقتشان برای کارهایی مانند تشخیص شی ، تقسیم‌بندی و محلی‌سازی آزمایش می‌شوند. به نظر می‌رسد روش‌هایی مانند شبکه‌های عصبی کانولوشنال در این وظایف بسیار خوب عمل می‌کنند، اما سیستم‌های فعلی هنوز به حل مسئله نهایی فهم تصاویر به روش انسان نزدیک نیستند. Geman و همکاران او، با انگیزه توانایی انسان برای درک یک تصویر و حتی گفتن داستانی در مورد آن. تست ویژوال تورینگ را برای سیستم های بینایی کامپیوتری معرفی کرده اند.